# 중소 우호 동맹 상호 원조 조약

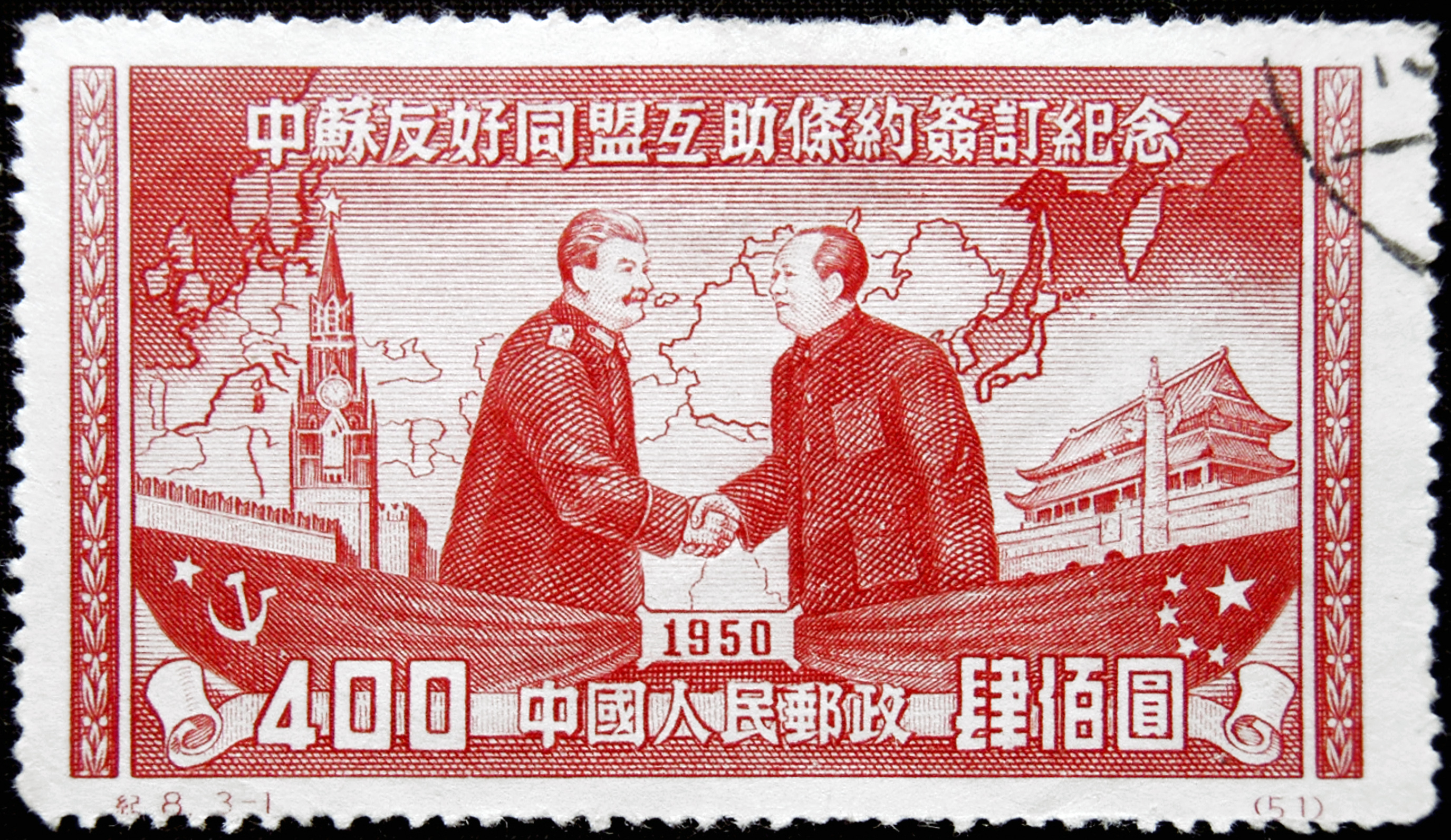
1950년 중화인민공화국이 중소 우호 동맹 상호 원조 조약의 체결을 기념하기 위해 발행한 우표

중소 우호 동맹 상호 원조 조약(중국어: 中苏友好同盟互助条约, 병음: Zhōng-Sū Yǒuhǎo Tóngméng Hùzhù Tiáoyuè)은 1950년 2월 14일 중화인민공화국과 소련 양국이 모스크바에서 체결한 조약으로, 중화인민공화국의 마오쩌둥과 소련의 스탈린이 이 조약에 서명했으며, 조약의 유효 기간을 체결된 날로부터 30년으로 정했다. 이 조약으로 중화민국과 소련이 체결하였던 구 조약이 무효화되고, 중화민국은 소련과 단교했다.
그러나 1960년대 이후 중소 분쟁으로 인해 양국의 관계는 악화되었으며, 1980년 중화인민공화국이 이 조약의 유효 기간을 연장하지 않겠다는 의사를 소련에 통보함에 따라 이 조약은 효력을 상실했다.

조약은 모두 6개 조이다.
1. 체약국 쌍방은 침략 행위에서 일본 또는 일본과 직간접적으로 결탁한 기타 국가의 재침략 및 평화 파괴를 방지하기 위해 필요한 모든 조치를 취하기 위해 공동으로 최선을 다할 것을 약속한다. 체약국 중 어느 한쪽이 일본 또는 일본 동맹국의 공격을 받아 전쟁 상태에 있는 경우, 체약국 다른 한쪽은 전력을 다해 군사 및 기타 원조를 제공한다. 양 당사자는 또한 세계 평화와 안전을 보장하기 위한 모든 국제 활동에 충실한 협력 정신으로 참여하고 이를 신속하게 실현하는 데 전적으로 기여할 것을 선언한다.
2. 체약국 양측은 제2차 세계전쟁 당시 다른 동맹국들과 가능한 한 단기간에 대일 평화조약을 체결하는 데 상호 합의할 것을 보장한다.
3. 체약국 쌍방은 상대방에 반대하는 어떠한 동맹도 체결하지 않으며, 상대방에 반대하는 어떠한 집단이나 어떠한 조치에도 참여하지 않는다.
4. 양 당사자는 평화와 보편적 안보를 공고히 하는 이익에 따라 중국과 소련의 공동 이익과 관련된 모든 주요 국제 문제에 대해 서로 협상할 것이다.
5. 체약국 쌍방은 우호 협력의 정신으로 평등, 상호 이익, 국가 주권과 영토 보전을 상호 존중하고 상대방의 내정에 간섭하지 않는다는 원칙에 따라 중국과 소련 간의 경제 및 문화 관계를 발전시키고 공고히 하며 서로 가능한 모든 경제 지원을 제공하고 필요한 경제 협력을 수행한다.
6. 본 조약은 쌍방의 비준을 거친 후 즉시 발효되며, 비준서는 베이징에서 교환한다.